# آراووت
آراووت (ارمنی: «Առավոտ»، "صبح") یک روزنامه پیشتاز لیبرال و مستقل سیاسی مستقر در ایروان، پایتخت ارمنستان می‌باشد. این روزنامه در سال ۱۹۹۴ تأسیس شد. و سردبیر آن نیز آرام آبراهامیان می‌باشد.